# Estación de Frauenfeld
La estación de Frauenfeld es la principal estación ferroviaria de la comuna suiza de Frauenfeld, en el Cantón de Turgovia.

## Historia y situación
La estación de Frauenfeld fue abierta en el año 1855 con la apertura al tráfico ferroviario de la línea que unía a Winterthur con Romanshorn, del Schweizerische Nordostbahn (NOB), y en 1902 se integró en los SBB-CFF-FFS. En el año 1887 fue inaugurado el ferrocarril de vía métrica Frauenfeld–Wil-Bahn que unía a la ciudad con Wil, y finalizaba su recorrido en la plaza de la estación.
La estación se encuentra ubicada en el centro del núcleo urbano de Frauenfeld. Tiene dos andenes, uno central y otro lateral, a los que acceden tres vías pasantes. Además existen otras dos vías pasantes más y un pequeño depósito en el norte de la estación. En la zona de ancho métrico en la plaza de la estación hay dos vías toperas.
La estación está situada en términos ferroviarios en la línea férrea Winterthur - Romanshorn, y es uno de los extremos de la línea de vía métrica Frauenfeld - Wil. Sus dependencias ferroviarias colaterales son la estación de Islikon hacia Winterthur y la estación de Felben-Wellhausen en dirección Romanshorn.

## Servicios ferroviarios
Los servicios son prestados por SBB-CFF-FFS y por Frauenfeld-Wil-Bahn:

### Larga distancia
- IC Romanshorn - Amriswil - Sulgen - Weinfelden - Frauenfeld - Winterthur - Zúrich Aeropuerto - Zúrich - Berna - Thun - Spiez - Visp - Brig.
- IR Biel/Bienne - Grenchen Süd - Soleura - Oensingen - Olten - Zúrich - Zúrich Aeropuerto - Winterthur - Frauenfeld - Weinfelden - Kreuzlingen - Constanza. Trenes cada hora por dirección.

### Regional
- R Frauenfeld - Wil. Operado por Frauenfeld-Wil-Bahn.

### S-Bahn Zúrich
La estación está integrada dentro de la red de trenes de cercanías S-Bahn Zúrich, y en la que efectúan parada los trenes de varias líneas pertenecientes a S-Bahn Zúrich:
- S 24 Thayngen – Schaffhausen/Weinfelden – Winterthur – Zúrich Flughafen – Zúrich HB – Thalwil – Horgen Oberdorf – Zug
- S 30 Winterthur – Frauenfeld – Weinfelden (– Romanshorn – Rorschach)